# Pauw (Adels- und Patriziergeschlecht)

Wappen der Pauw

Das altadelige Geschlecht Pauw bzw. Pauw van Wieldrecht gehörte im Goldenen Jahrhundert zu den einflussreichsten Patrizierfamilien Hollands.

## Geschichte

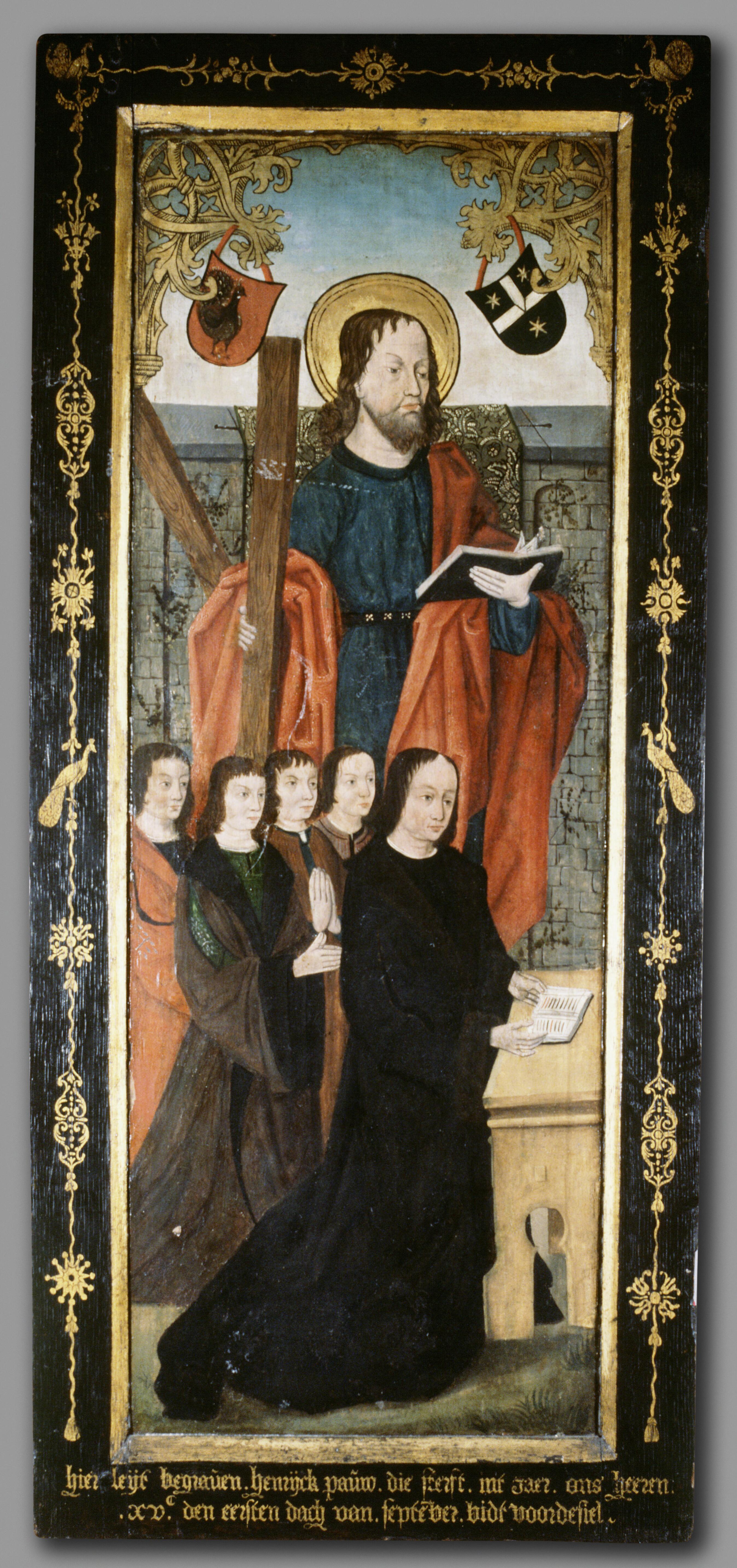
Hier liegt Hendrik Pauw begraben. Andachtsbild zum Tod von Reiniers Vater Hendrik Pauw (1450/60–1500).

Als Stammvater des altadeligen Geschlechts gilt Claes de Grebber, der 1306 baljuw van Waterland (Vogt des Waterlandes) war. Dessen Urenkel Jan Paeu Willem die Grebberszoon (1350–1395) führte als erster den Geschlechternamen Pauw. Er scheint als Lehnsherr von kleinen Gründen am Lek und bei Monnickendam auf, Die auch seine Nachkommen innehatten. Sein Sohn Gerbrant Jansz Pauw († 1414) wurde in Amsterdam wohnhaft. Dessen Sohn Jan Pauw († um 1451) wurde 1436 Schepen der Stadt. Von seinen Kindern waren zwei in der Amsterdamer Stadtregierung vertreten, der zweitälteste, Jacob Pauw, Vrijheer Kerchem († um 1510) verzog um 1473 nach Gouda, wo er 1489 als Schepen genannt wurde. Sein Sohn Hendrick Pauw (1460–1500) und sein Enkelsohn Reinier Pauw (1490–1547) waren beide unter anderem Bürgermeister von Gouda. Reinier Sohn Adriaen Pauw (1516–1578) verpflanzte seine Linie erneut nach Amsterdam. Sein älterer Sohn Jacob Pauw (1558–1620) übersiedelte nach Delft, wo er Bürgermeister wurde. Seine Nachkommenschaft festigte sich im dortigen Patriziat und stellte unter anderem weitere Bürgermeister und Ratsherren. Einer seiner Nachfahren, Abraham Cornelis Pauw (1780–1833 in Odessa), Offizier und Händler, begründete eine Linie im Russischen Kaiserreich. Ein weiterer Nachfolger, Matthieu Christiaan Hendrik (1816–1895), begründete die (1847 erneut geadelte) Linie Pauw van Wieldrecht.

Adriaan Pauw, Ratspensionär von Holland

Adriaen Pauws jüngerer Sohn Reinier Pauw (1564–1636), Regent und Pensionär von Amsterdam, führte die Linie in Amsterdam fort, wo das Geschlecht in weiterer Folge in hohe Staatsämter gelangte, wodurch sie einen großen Einfluss auf das politische und soziale Klima der Republik der Vereinigten Niederlande ausüben könnten. Herausragende Persönlichkeiten waren Reiniers Söhne Adriaan Pauw (1585–1653), Ratspensionär von Holland, Michiel Pauw (1590–1640), Begründer einer eigenen Kolonie an der nordamerikanischen Ostküste, Pavonia genannt, und „Landesherr“ derselbigen sowie Reinier Pauw (1591–1676), Präsident des Hohen Rates von Holland, Zeeland und Westfriesland. Adriaans jüngster Sohn Adriaen Pauw (1622–1697) war Präsident des Gerichtshofes Hof van Holland. 
Im Gegensatz zu den meisten anderen republikanisch gesinnten städtischen Regentengeschlechtern standen die Pauw jedoch vermehrt auf Seiten der Statthalter aus dem Haus Oranien-Nassau. Diverse Familienmitglieder trugen im 17. Jahrhundert den adeligen Titel eines Ritters. 1847 wurden drei Familienmitglieder der Delfter Linie mit dem Prädikat Jonkheer in den Neuen Niederländischen Adel aufgenommen. Zusätzlich erhielt der Erstgeborene den Titel Ritter. 1939 ist diese ritterliche Linie mit Reinier Pauw van Wieldrecht (1893–1939), Kammerherr der Königin, ausgestorben, und 2018 ebenfalls die Jonkheer-Linie mit dessen Tochter Emilie Pauw van Wieldrecht (1920–2018). Es sollen aber noch weitere nicht geadelte Linien existieren.

## Stammliste (Auszug)
1. Claes de Grebber, im Jahre 1306 baljuw van Waterland
  1. Jan de Grebber
    1. Willem de Grebber (1325–1380)
      1. Jan Pauw (1350–1395)
        1. Gebrant Pauw (1377–1414)
          1. Jan Pauw (1402–1451), Schepen von Amsterdam
            1. Jacob Pauw (1431–1510), Schepen von Gouda
              1. Hendrick Pauw (1460–1500), Bürgermeister von Gouda
                1. Reinier Pauw (1490–1547), Bürgermeister von Gouda, Ratsherr der Staaten von Holland
                  1. Adriaen Pauw (1516–1578), Bürgermeister von Amsterdam

          2. Gerrit Pauw († 1486), keine Nachkommenschaft (?)[6]

Die ältere Delfter sowie die jüngere Amsterdamer Linie:
1. Adriaen Pauw (1516–1578)

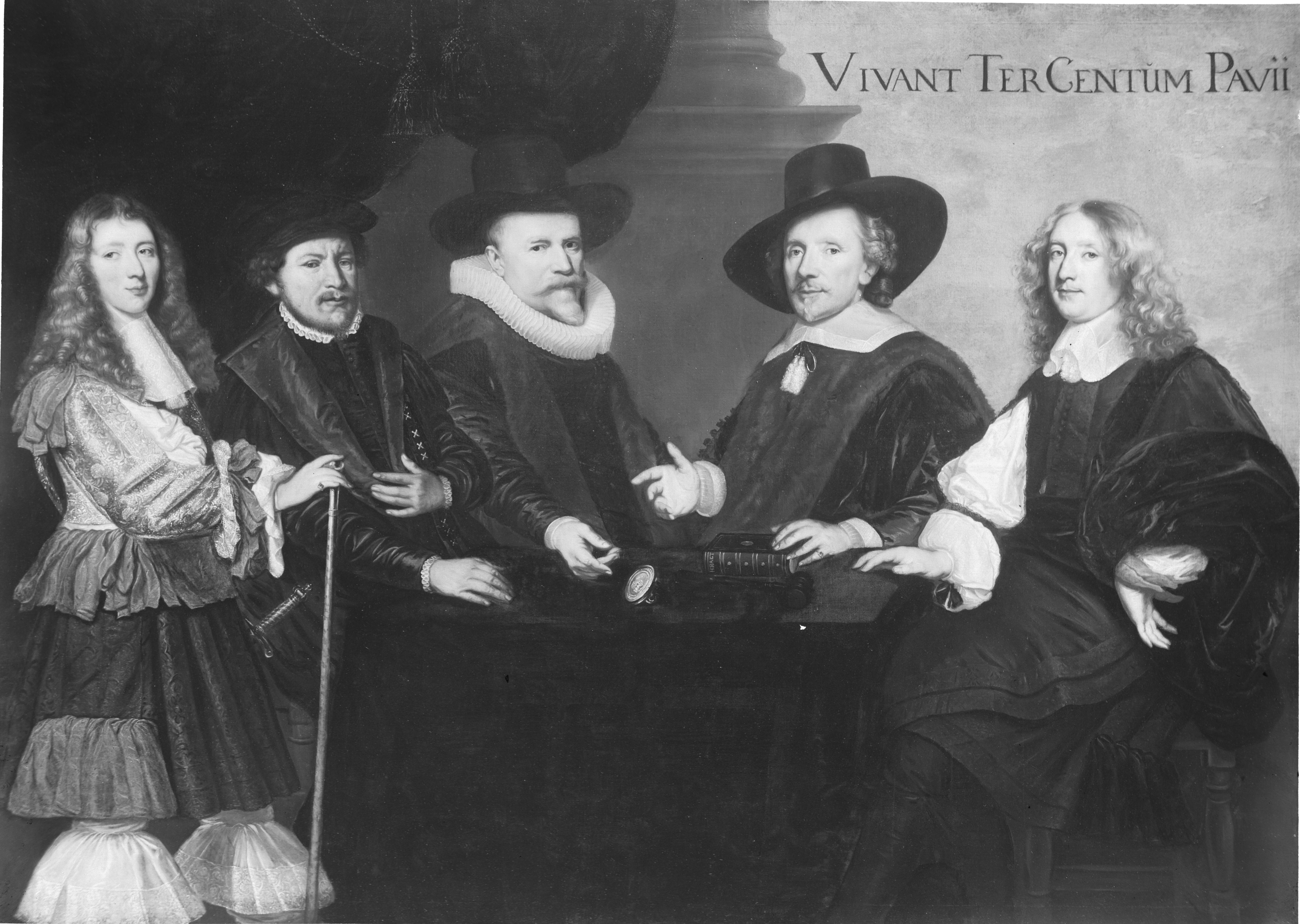
Fünf Generationen des Geschlechts Pauw (von links nach rechts): Johan Pauw (1645–1708), Adriaen Pauw (1516–1578), Reinier Pauw (1564–1636), Reinier Pauw (1591–1676) und Dirk Pauw (1618–1688)

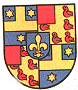
Wappen der Familie Pauw

  1. Jacob Pauw (1558–1620), Bürgermeister von Delft
    1. Engelbrecht Pauw (1585–1648)
      1. Maarten Pauw (1616–1680), Bürgermeister von Delft
        1. Engelbert Pauw (1656–1687)
          1. Maarten Pauw (1678–1721)
            1. Franco Pauw (1714–1776), Bürgermeister von Delft, einer der Leiter der Niederländischen Ostindien-Kompanie (VOC)
            2. Iman Pauw (1715–1779)
              1. Maarten Philibert Pauw (1747–1795)
                1. Maarten Iman Pauw (1774–1846), Schepen von Den Haag, Offizier, Ratsherr im holländischen Gerichtshof
                  1. Johan Cornelis Willem Pauw (1806–1856) in Triest
                  2. Matthieu Christiaan Hendrik Pauw van Wieldrecht (1816–1895), Attaché, Botschaftssekretär, Kammerherr
                    1. Maarten Iman Pauw van Wieldrecht en Darthuyzen (1860–1913), Kammerherr der Königin
                      1. Reinier Pauw van Wieldrecht (1893–1939), Kammerherr der Königin; letzter Ritter Pauw
                        1. Emilie Pauw van Wieldrecht (1920–2018), letzte adelige (neu geadelte) Pauw[7]
                        2. Agnies Pauw van Wieldrecht (1927–2013), Publizistin; wohl die letzte geborene (neu geadelte) Pauw[8]

                    2. Henry Pauw van Wieldrecht (1863–1912), Ritterschaft von Holland

              2. Engelbert Pauw (1752–1803)
                1. Abraham Cornelis Pauw (1780–1833 in Odessa), Offizier, Händler[9]
                  1. Karel Engelbert Pauw (1811–1829), gestorben nach Kampfhandlungen mit den Türken
                  2. Reinier Adriaan Pauw (1815–1869 in Kiev), russischer Offizier
                    1. Leon Pauw (* 1862), wohnte nahe Warschau[10]

                  3. Auguste Alexander Pauw (* 1816)
                    1. Nicolaas Pauw (* 1846)

                2. Johan Willem Pauw (1787–1863)
                3. Engelbert Pauw (1788–1837)
                  1. Engelbert Pauw (1819–1864)
                  2. Alexander August Pauw (1821–1878)
                    1. Engelbert Alexander Willem Pauw (* 1851)
                      1. Alexander Augustus Pauw (* 1880)

        2. Franco Pauw (1661–1724)

  2. Reinier Pauw (1564–1636), Regent und Pensionär von Amsterdam, einer der Gründer der Niederländischen Ostindien-Kompanie
    1. Adriaan Pauw (1585–1653), Ratspensionär von Holland
      1. Reinier Pauw (1612–1652)
      2. Gerard Pauw (1615–1675/76), Rekenmeester (Wirtschaftsprüfer) von Holland
      3. Michiel Pauw (1617–1658)
      4. Adriaen Pauw (1622–1697), Präsident des Gerichtshofes Hof van Holland

    2. Michiel Pauw (1590–1640), Regierungsmitglied von Amsterdam, einer der Leiter über die Niederländische Westindien-Kompanie (WIC) sowie Begründer einer eigenen Kolonie an der nordamerikanischen Ostküste, Pavonia genannt, und „Landesherr“ derselbigen
      1. Isaac Pauw (1618–1690)
      2. Reinier Pauw (1620–1651)
        1. Michael Pauw (* 1643)
          1. Reinier Pauw

    3. Reinier Pauw (1591–1676), Präsident des Hohen Rates von Holland, Zeeland und Westfriesland
      1. Isaac Pauw (1618–1690), Schepen von Amsterdam, Raad van State
      2. Diederik Pauw (1618–1688), Aristokrat, reichster Großhändler Amsterdams; gründete einen Zweig in Den Haag
        1. Joan Pauw (1645–1708), holländischer Offizier
        2. Reinier Pauw